# Takano Iwasaburō

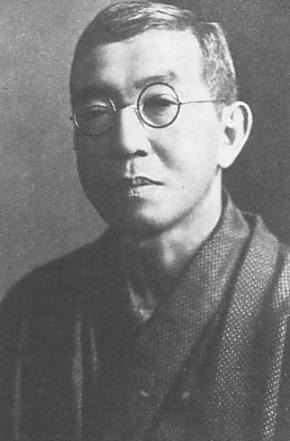
Takano Iwasaburō

Takano Iwasaburō (japanisch 高野 岩三郎; geboren 15. Oktober 1871 in der Präfektur Nagasaki; gestorben 5. April 1949 in Tokio) war ein japanischer Fachmann für Gesellschaftsstatistik. 

## Leben und Wirken
Takano Iwasaburō war der jüngere Bruder von Takano Fusatarō (1869–1904), der sich in der Arbeiterbewegung engagierte. Takano studierte an der Universität Tōkyō Wirtschaftswissenschaft unter Kanai Noburu (1865–1933) und machte 1885 seinen Studienabschluss. Er ging 1899 nach Deutschland und studierte bis 1888 Statistik an der Universität München.
Nach seiner Rückkehr wurde Takano Professor für Recht und Wirtschaftswissenschaften an seiner Alma Mater. Er war der Erste, der Sozialstatistik in Japan unterrichtete. Später wurde er Direktor des „Ōhara Institute for Social Research“. Er führte dort die ersten Untersuchungen zum Familieneinkommen der Arbeiterklasse durch.
Von 1946 bis 1949 war Takano Vorsitzender der nationalen Rundfunk- und Fernsehanstalt NHK (日本放送協会, Nippon Hōsō Kyōkai).